# Serbakow Varga Tibor
Serbakow (Varga) Tibor, Serbakow Tibor (1994 előtt Varga M. Tibor) (Pécs, 1964. november 2. –) ötvösművész, szobrász.

## Pályafutása
1985 és 1989 között a Magyar Iparművészeti Főiskolán Engelsz József és Péter Vladimir növendéke volt. A főiskola után, szülővárosába, Pécsre visszatérve, 1991 és 2001 között művésztanári állást kapott a Janus Pannonius Tudományegyetem Zene és Vizuális Művészetek Karának Szobrászat tanszékén, ahol Rétfalvi Sándornál folytatta mestertanulmányait szobrászat szakon. Többek között a római katolikus templomok által és az ország különböző részein megrendelt alkotásai a hagyományos technikák tiszteletét, valamint a részletek aprólékos kidolgozását tükrözik. Serbakow ékszerei egyrészt az ékszerekhez, mint kultikus tárgyakhoz való nem konvencionális jellegű archaikus megközelítést képviselik, másrészt idioszinkráziás mindennapi kiegészítők, amelyek a tulajdonosuk karakterét fejezik ki.
Romváry Ferenc írja róla: „Egy ötvösművész sokféle társadalmi igényt elégíthet ki. Készíthet tömegigényt kielégítő használati tárgyakat, de tervezhet például egyedi ékszereket, gyertyatartókat, dísztálakat és kancsókat, figurális domborműveket, a legmagasabb művészi igényű tehetős vásárlóréteg megrendelésére. Serbakow a XXI. században az évezredes hagyományok szerinti kanonikus szabályok szigorú betartásával készít kultikus műtárgyakat, a keresztény művészet írott és íratlan szabályait figyelembe vevő ikonográfia szabályainak szigorú betartásával: püspöki kereszteket, körmeneti kereszteket, szentségtartókat, keresztelő-kutakat, templomi gyertyatartókat, továbbá emlékérmeket és domborműveket. Összetett munka az övé. Olyan terület ez, ahol kötöttségek és a művészi szabadság kötetlensége egyszerre van jelen.”

## Tagságok
- Magyar Alkotóművészek Országos Egyesülete
- Magyar Képzőművészek és Iparművészek Szövetsége

## Közéleti szerepvállalása
- 2022 – Magyar Képzőművészek és Iparművészek Szövetsége Ötvös Szakosztály elnöke

## Jelentősebb művei

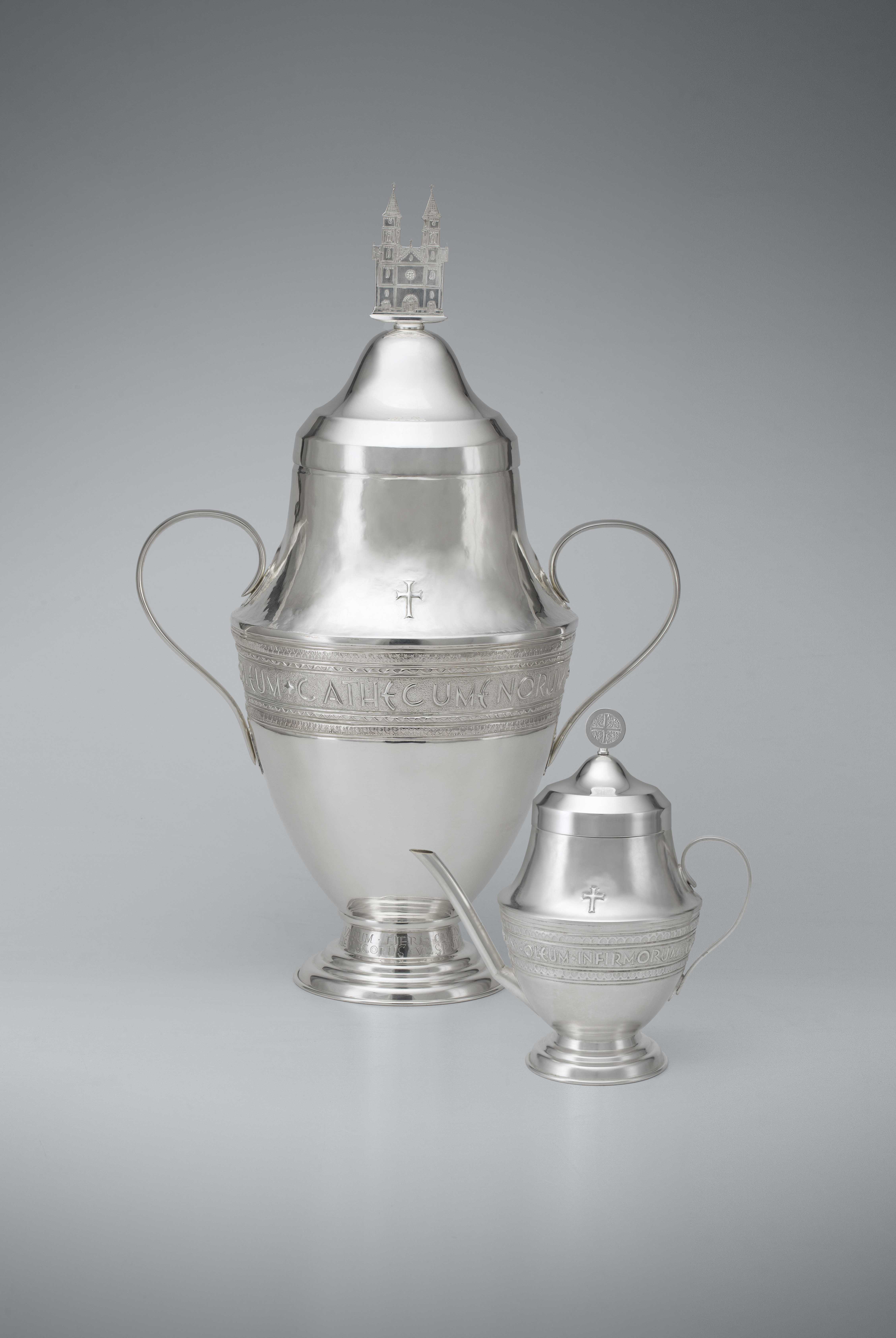
Szentolajtartó és Szentolaj-kiöntő a Veszprémi Bazilika számára, 2022

## Kiállításai
Számos hazai és külföldi kiállításon vett részt a Fiatal Iparművészek Stúdiója Egyesület tagjaként (Ausztria, Németország, Olaszország, Észtország). Rendszeres résztvevője baranyai és pécsi tárlatoknak

### Egyéni kiállítások
- 1988 – Ságvári Endre Művelődési Ház, Pécs
- 1990 – Művészetek Háza, kamarakiállítás, Pécs
- 1993 – Kisgaléria, Pécs
- 1994 – Ferencvárosi Pincegaléria, Budapest
- 1995 – FISE Galéria, Budapest
- 1996 – Wels, Ausztria
- 2001 – Kisgaléria, Pécs
- 2004 – Latinovits Zoltán Művelődési Ház, Balatonszemes
- 2004 – Képcsarnok Ferenczy-terem, Pécs
- 2005 – Kék kápolna, Balatonboglár
- 2013 – Művészetek és Irodalom Háza, Pécs
- 2013 – A pécsváradi vár kápolnája, Pécs

### Csoportos kiállítások
- 2013 – IX. Ötvösművészeti Biennálé, Budapest, Klebelsberg Kultúrkúria
- 2015 – Harmónia kiállítás, MAOE, Szentendre
- 2015 – X. Ötvösművészeti Biennálé, Budapest, Klebelsberg Kultúrkúria
- 2017 – Műcsarnok, Budapest, Ipar-és Tervezőművészek Nemzeti Szalonja
- 2017 – MAOE Káosz és Rend c. kiállítása, Szeged, Reök-palota.
- 2017 – XI. Ötvösművészeti Biennálé, Budapest, Klebelsberg Kultúrkúria
- 2019 – Pécs, M21 Galéria, „Állapotfelmérés” c. kiállítás. Pécs-Baranyai művészek
- 2019 – XII. Ötvösművészeti Biennálé, Budapest, Klebelsberg Kultúrkúria
- 2019 – Pécs, M21 Galéria, „Állapotfelmérés” c. kiállítás. Pécs-Baranyai művészek
- 2021 – XIII. Ötvösművészeti Biennálé, Budapest, Klebelsberg Kultúrkúria
- 2022 – Műcsarnok, Budapest, II. Ipar-és Tervezőművészeti Nemzeti Szalon 2022, Közös Tér (Common Space) kiállítás

## Díjak
- 2023 Szent Eligius-díj, a Magyar Képzőművészek és Iparművészek Szövetsége, Ötvös Szakosztály elismerése

## Alkotásai

### Köztéren
- 1994 – Díszkút, vízköpő (bronz), Vác
- 2013 – Második világháborús emlékmű (dombormű, bronz, süttői mészkő), Pécs.

### Egyházi tulajdonban
- 1989 – Körmeneti kereszt (aranyozott sárgaréz fa, drága- és féldrágakövekkel), Máriabesnyő, Kegytemplom
- 1992 – „Kitöltetés” (aranyozott vörösréz domborítás igazgyönggyel), a Szentségtartó Ház felső részén aranyozott bronz plasztika, Patacsi Templom, Szentségtartó ház, Pécs
- 1992-2004 – 64 ágú csillár, Rácvárosi templom (acél, sárgaréz, részben aranyozva), Pécs
- 1993 – Keresztelő kút tető, Keresztelő Szent János szobor és dombormű, Rácvárosi templom, (bronz, vörösréz), Pécs
- 1997-1999 – 1000 éves jubileumi körmeneti kereszt (ezüst, részben aranyozva, féldrága- és drágakövekkel, igazgyönggyel, részben zománcozva), Bazilika , Pécs
- 2000 – Olajtartó edények (vörösréz, vörösréz ezüstözve), Kaposvári püspökség, Kaposvár
- 2000 – A Kaposvári Püspökség püspöki gyűrűje, két fedeles kehely (ezüstözött vörösréz; arany; aranyozott ezüst), Kaposvár
- 2001 – Misekönyv-borító (ezüst, részben zománcozott és aranyozott), Bazilika, Pécs
- 2003 – Mária a Gyermekkel, festett faszobor, Ürögi templom, Pécs
- 2003 – Húsvéti gyertyatartó (sárgaréz, vörösréz, részben aranyozva) Don Bosco Rendház, Balassagyarmat
- 2006 – Belső díszrács (acél, bronz, sárgaréz, részben aranyozva), Jézus Szíve (Pius) templom, Pécs
- 2007 – Stáció festmények (olaj, fa), R. k. templom, Vásárosdombó
- 2007 – Korpuszrács (acél, bronz, vörösréz, sárgaréz, részben aranyozva), Jézus Szíve (Pius) templom, Pécs
- 2011 – Oldalhajók nyolcágú csillárjai (sárgaréz), Jézus Szíve (Pius) templom, Pécs
- 2008 – Szent Rita festmény (olaj, vászon. 85×54 cm, a képkereten ezüstözött vörösréz domborítások)
- 2011 – Két felolvasó (vörösréz, részben aranyozva), Sarutlan karmeliták kápolnája, Magyarszék
- 2012 – Hétágú csillárok, Jézus Szíve (Pius) templom (sárgaréz), Pécs
- 2013 – Három mennyezeti főcsillár (sárgaréz, vörösréz), Jézus Szíve (Pius) templom, Pécs.
- 2014 – Mozgatható díszpersely (65×65×104 cm), Bazilika, Pécs.
- 2015 – Mozgatható húsvéti vízszentelő kút (95×52×52 cm), sárgaréz, vörösréz, bronz, acél, a díszek figurális és ornamentális díszítmények, cizelláltak, trébeltek, poncoltak), Bazilika, Pécs.
- 2016 – Szentségtartó-ház ajtó, Pécsi 400 Ágyas Klinika Kápolnája, sárgaréz, bronz, fémdomborítás.
- 2016 – Pécs Donátusi Kápolna mennyezeti díszek (13 db. rézdomborítás, 27x27x5cm/db), sárgaréz, vörösréz.
- 2017 – Dombormű, a Pécsi Rácvárosi Szent Kereszt Római Katolikus Templom déli új ajtaja felett, vörösréz, acél, 4545x2576x1170x30mm.
- 2018 – Monstrancia, Szent József Társaskör, Budapest, sárgaréz, bronz, üveg, műanyag, 317x127x535 mm.
- 2020 – Veszprémi Bazilika Szentolajtartó készlete (OLEUM CATHECUMENORUM, OLEUM INFIRMORUM, OLEUM CHRISMA), sárgaréz, bronz, vörösréz, ezüstözve.
- 2019-2022 – Bátai Szent Vér Bazilika Liturgikus Terének áttervezése, Liturgikus berendezési tárgyainak tervezése és készítése (Szent Vér Ereklyetartó, Oltár, papi szék (Sedes), diaconus székek, Felolvasó (Ambo)